# إدسون براون
إدسون براون (بالإنجليزية: Edson Brown)‏ (مواليد 6 مايو 1935) هو ملاكم أمريكي، مثّل بلاده في الألعاب الأولمبية الصيفية 1952.

## روابط خارجية
إدسون براون على موقع أوليمبيديا (الإنجليزية)